# Arachnodes robinsoni
Arachnodes robinsoni là một loài bọ cánh cứng trong họ Bọ hung (Scarabaeidae).